# Asedio de Gazni
El asedio de Gazni fue un enfrentamiento militar librado en el contexto de la invasión mongola de Corasmia en 1222 o 1223, en el que se enfrentaron los habitantes de la ciudad de Gazni, leales al fenecido Imperio jorezmita, y los ejércitos del naciente Imperio mongol, comandados por el jan Ogodei. Finalizó con una completa victoria de los segundos y la destrucción de la ciudad.

## Antecedentes
Después de vencer al sah Yalal al-Din Mingburnu en batalla, el jagán Gengis Jan marchó por la cuenca del río Indo, sometió Yalalabad y su ejército invernó en el valle de Swat. Ogodei fue enviado a Gazni.

## Asedio
Según Juvaini, a pesar de que la ciudad se había rendido sin luchar, Ogodei ordenó a la población salir a una llanura donde se apartaron a los artesanos y al resto se le asesinó. Dejó a los artesanos y prisioneros perdonados a cargo del general Shigi Qutuqu y pasó el invierno en la zona hasta volver con su padre por el paso Garmsir de Herat. La crónica de Ibn al-Athir también afirma que los mongoles tomaron la ciudad rápidamente, pues no tenía defensores. Masacraron a los hombres, esclavizaron a las mujeres y robaron todo lo que pudieron, dejando a la región despoblada. Al-Umari también escribió que la gente de Gazni fue masacrada. Por su parte, Juzjani sostiene que Ogodei marchó con el general Bahadur Sha'ur (o Sa'ur) contra Gazni, sacaron a los habitantes y los masacraron a todos, excepto unos pocos supervivientes.
La crónica de Hamadani menciona que Ogodei masacró a los habitantes, excepto los artesanos, quienes fueron enviados a Oriente, y destruyó la urbe. Esto habría ocurrido al mismo tiempo que Gengis Jan enviaba una expedición a capturar al sah en India, lo que el historiador ruso Ziya Bunyatov calcula que ocurrió al inicio de la primavera de 1223. En cambio, su colega afgano Ali Ahmad Jalali estima que debió suceder en la primavera de 1222.

## Consecuencias
Por su parte, Gengis Jan se dirigió a Karman y Sanquran. A inicios de la primavera, estaba acampado en Kabul y envió destacamentos por todo el territorio afgano para someter los focos rebeldes que habían empezado a renacer. Ogodei fue encargado de someter varios fuertes en el actual Afganistán, tarea que le tomo quince meses. Estas tropas empezaron a asediar las numerosas fortalezas ubicadas en las montañas entre Kabul y Herat. No pudieron tomar ninguna aunque mataron de hambre a miles de defensores. Sin embargo, dentro de la estrategia defensiva de los locales estaba el abandonar los valles y refugiarse en los montes.
El historiador Henry Hoyle Howorth cree que durante estas operaciones fueron saqueadas Peshawar, Multán, Lahore y Melikpur y después los mongoles se retiraron a Gazni.

### Primaria
Los libros son citados en números romanos y capítulos y párrafos en números arábigos. Entre paréntesis se usaron los apellidos de los editores o traductores de las ediciones usadas para indicar las páginas. 
- Ali ibn al-Athir. La historia completa. En Richards, D. S. (2016). The Chronicle of Ibn al-Athir for the Crusading Period from al-Kamil fi'I-Ta'rikh. The Years 589-629/1193-1231: The Ayyubids after Saladin and the Mongol Menace (en inglés) III. Londres: Routledge.
- Ata-Malik Juvayni. Historia del conquistador del mundo. En Boyle, John Andrew (1958a). The History of the World-Conqueror (en inglés) I. Cambridge: Harvard University Press.
- Gıyâseddîn-i Hândmîr. El amado de las carreras. En Siyaghi, Mohammad (2009). حبيب السير [Habib al-Siyar] (en persa). Isfahán: مرکز تحقیقات رایانه ای قائمیه. Véase en Hüsrev, Nâsır-ı (1915). Târîh-i Habîbü’s-Sîyer fî Ahbârî Efrâdi’l-Beşer (en turco) II. Teherán: Ez İntişârât-ı Hayyam (año 1333 del calendario islámico).
- Ibn Fadlallah al-Umari. Historias de los profetas. En Batur, Ahsen (2014). Türkler Hakkında Gördüklerim ve Duyduklarım (Mesâliku’l-Ebsâr) (en turco). Estambul: Selenge yay. ISBN 978-605-4944-02-6.
- Minhaj-i Siraj Juzjani. Una historia general de las dinastías mahometanas de Asia. En Raverty, H. G. (1970). Tabakat-I-Nasiri (en inglés) II. Nueva Delhi: Oriental Books Reprint Corporation.
- Rashid-al-Din Hamadani. Compendium de Crónicas. En Arends, Alfred Kárlovich (1946). Сборник летописей (Книга 2) I. Moscú: Institut vostokovedenii︠a︡ (Akademii︠a︡ nauk SSSR). Véase también en Thackston, Wheeler McIntosh (1998). Rashiddun Fazlullah's Jamiʻuʼt-tawarikh. Compendium of Chronicles: A History of the Mongols (en inglés) 1. Cambridge: Harvard University Press.

### Moderna
- Boyle, John Andrew (1968). «Dynastic and Political History of the Il-Khans». The Cambridge History of Iran: The Saljuq and Mongol Periods (en inglés) V. Cambridge: Cambridge University Press. pp. 303-421. ISBN 978-0-521-06936-6.
- Curtin, Jeremiah (2008). The Mongols: A History (en inglés). Nueva York: Cosimo. ISBN 9781605201368.
- Howorth, Henry H. (1876). History of the Mongols from the 9th to the 19th Century: The Mongols proper and the Kalmusks (en inglés). Londres: Longmans, Green, and Co.
- Jalali, Ali Ahmad (2021). Afghanistan: A Military History from the Ancient Empires to the Great Game (en inglés). Lawrence: University Press of Kansas. ISBN 9780700632633.
- McLynn, Frank (2015). Genghis Khan: his conquests, his empire, his legacy (en inglés). Boston: Da Capo Press. ISBN 978-0-306-82395-4.
- Sverdrup, Carl F. (2017). The Mongol Conquests: The Military Campaigns of Genghis Khan and Sübe'etei (en inglés). Amherst: Helion & Company. ISBN 978-1913336059.

- Datos: Q135485056